# Lucas Beaufort
Lucas Beaufort (Strasburgo, 24 maggio 2002) è un cestista francese.

## Carriera

### Nazionale
Nel 2022 ha disputato, con la Francia under 20, gli Europei di categoria, conclusi al quinto posto finale.